# すてきな世界
『すてきな世界』（すてきなせかい）は、堂島孝平の4枚目のオリジナルアルバム。1997年11月21日に日本コロムビアより発売された。

## 概要
前作『トゥインクル』から9か月ぶりに発売された。

## 収録曲
（全曲、作詞・作曲：堂島孝平）
1. 微笑がえし
2. 世界は僕のもの
9枚目のシングル。
3. マーマレードガール
4. 恋はラベンダー
5. ノーベンバー
6. ミルキーウェイ
7. オードリー (Type 2)
8枚目のシングル「忘れないでいるから」のカップリング曲。
8. 迷子の天使
9. 忘れないでいるから
8枚目のシングル。
10. 疾走の彼方
11. 素敵な地上の夜